# Viaductul Teliu
Viaductul Teliu este un viaduct feroviar peste Râul Teliu și DN10, construit pe calea ferată Brașov–Întorsura Buzăului și situat în apropierea comunei Teliu din județul Brașov. Viaductul traversează DN10 la kilometrul rutier 125+450.

## Construcție și exploatare
Viaductul de la Teliu a fost realizat de firma germană Julius Berger Tiefbau AG și inaugurat pe 25 iunie 1931, odată cu restul liniei până la Întorsura Buzăului. Precum tunelul Teliu din apropiere, viaductul a fost construit cu gabarit pentru cale ferată dublă și electrificată, însă al doilea fir nu a fost montat în teren niciodată, iar linia a rămas neelectrificată.
Structura podului este de tip boltă dublu încastrată, cu șapte bolți din zidărie de piatră.
În august 2004 CFR Infrastructură a încheiat un contract de închiriere pentru operarea secției de circulație Hărman–Întorsura Buzăului cu compania feroviară privată Regiotrans SRL. În 2010, compania opera șapte perechi de trenuri pe acest traseu, care traversau și viaductul de la Teliu.
Circulația pe viaduct și pe întreaga linie a fost întreruptă pe 30 iunie 2018, după ce podul feroviar de la Budila a fost distrus de o viitură de pe râul Tărlung. Licitația pentru reconstrucția podului de la Budila, lansată în toamna anului 2020, a fost câștigată de o asociere formată din SC Confer Group SRL și SC Construcții Feroviare Drumuri Poduri SRL. Podul a fost finalizat în august 2022 și redeschis circulației o lună mai târziu. 
În septembrie 2022 a fost reluată circulația garniturilor feroviare pe viaductul Teliu și pe întreaga linie Brașov–Întorsura Buzăului, compania Regiotrans operând șase perechi de trenuri pe acest traseu.